# لا أحد ينام في الغابة الليلة (فلم)
لا أحد ينام في الغابة الليلة (بالإنجليزية: Nobody Sleeps in the Woods Tonight) هو فيلم رعب بولاندي من إخراج بارتوش إم كوالسكي وبطولة جوليا فينيافا ناركيفتش وفيكتوريا غوشيفسكا وستانيسواف سيفكا.
تم عرض الفيلم يوم 5 مارس 2020 على منصة نتفليكس .

## طاقم التمثيل
- جوليا فينيافا ناركيفتش
- ميهو لوبا
- فيكتوريا غوشيفسكا
- ستانيسواف سيفكا
- سيباستيان ديلا
- غابرييلا موسكاوا
- ميخاو زبرويا
- ميروسواف زبرويافيتش
- بيوتر سيرفوس
- أولاف لوباشينكو
- وتشيك ميتزفالدوسكي

## قصة
تذهب مجموعة مراهقين من مدمني التكنولوجيا إلى مخيّم إعادة تأهيل في إحدى الغابات، حيث يتصادمون مع اثنين من أكلة لحوم البشر مشوهين.